# Virkby FBK
Virkkalan Vapaaehtoinen Palokunta - Virkby Frivilliga Brandkår är en frivillig brandkår i Lojo i Virkby i det finländska landskapet Nyland. Brandkåren grundades år 1921 och har fungerat som avtalsbrandkår till Västra Nylands räddningsverk sedan 2004.

## Historia
8 juli 1921 ordnades ett möte i Södra Lojos föreningshus för grundandet av en frivillig brandkår. Idén till mötet kom från Lojo Kalkverks verkställande direktör Petter Forsström. På mötet valdes Forsström till brandkårens ordförande och till skrivare valdes B. Nordblom.
Den nya brandkåren fick namnet Virkbyn Vapaaehtoinen palokunta - Virkby Frivilliga brandkår. Enligt brandkårens regler var den officiellt tvåspråkig. Virkby FBK skulle delas i fem kompanier men på grund av brister i utrustningen skedde delningen aldrig i praktiken.
Först hade Virkby FBK en brandspruta på en kärra som var dragen av en häst. På 1930-talet övergavs kärran eftersom brandchefen J. Gröndahl hade lovat att föra brandsprutan till brandplatser med sin egen bil. Den första motoriserade brandsprutan skaffades på sommaren 1934 från Kulmala Oy. En ny brandspruta köptes år 1950 och två år senare köptes en gammal lastbil från elföretaget Lohjan Sähkö Oy. Lastbilen renoverades till en brandbil.
Virkby FBK:s egen byggnad Brandhuset (finska: Palotalo) färdigställdes i november 1954. Huset utvidgades år 1983 och då fick man en bilplats till samt med ett nytt kök och lektionsutrymme.